# Schemel

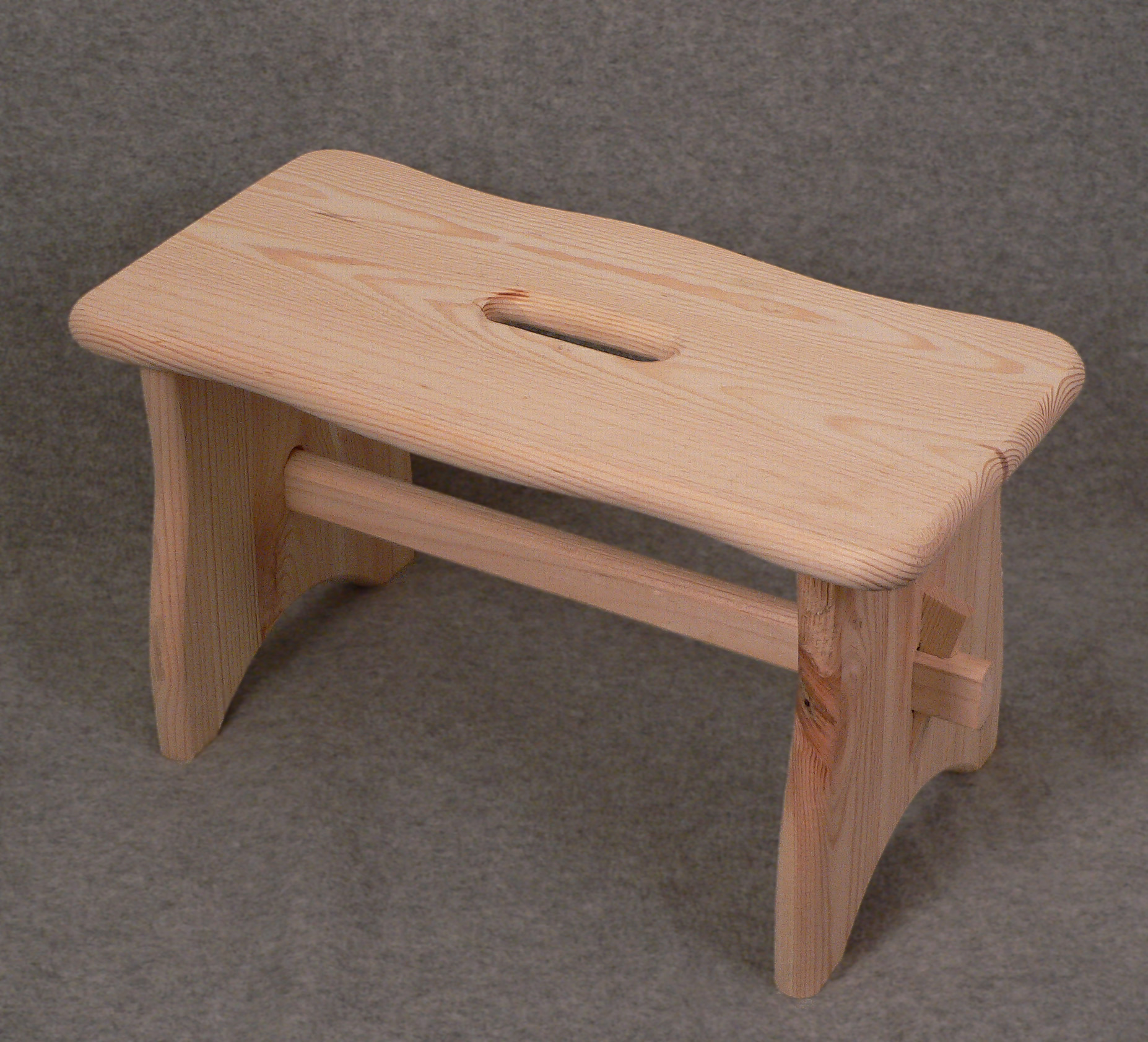
Einfacher Schemel, auch Hocker oder Fußbank

Ein Schemel (über althochdeutsch [fuoʒ]scamil aus spätlateinisch scamillus „Bänkchen“ zu lateinisch scamnum „Bank“) oder Hocker ist ein einfaches Sitzmöbel ohne Lehne. Durch das Fehlen von Arm- und Rückenlehne unterscheidet sich der Schemel von einem Stuhl. 

## Herkunft und Geschichte

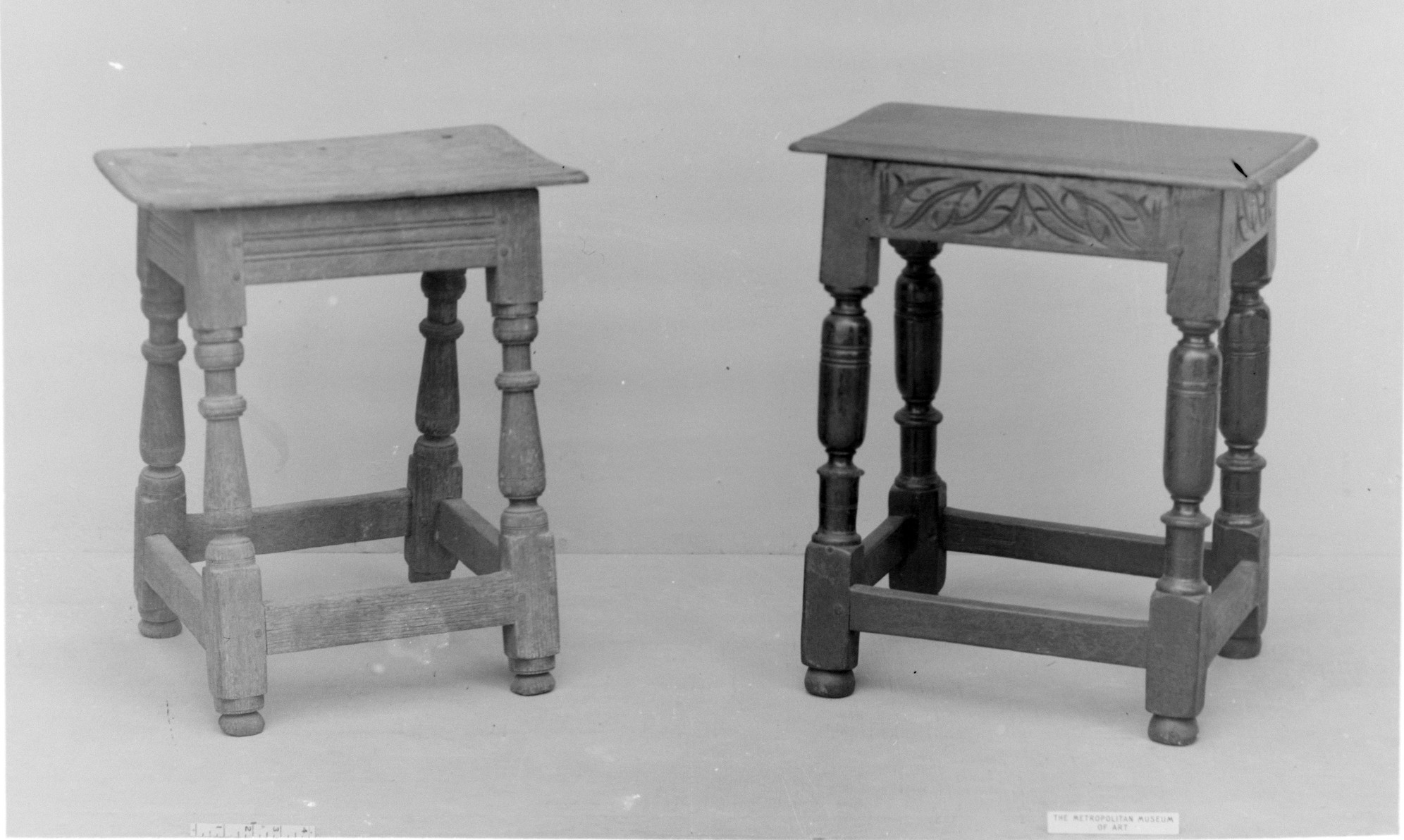
Schemel aus Eichenholz, Großbritannien, 17. Jahrhundert

Im ursprünglichen Sinn entspricht der Schemel einer Fußbank. Es existieren Varianten mit einem, drei, vier oder fünf Beinen. Als Melkschemel sind sie einbeinig und werden mit einem Riemen um den Leib geschnürt.
Bereits in der Antike bekannt, war der Schemel im Mittelalter neben der Bank das verbreitetste Sitzmöbel, während der Stuhl bis ins 16. Jahrhundert vorwiegend hochgestellten Personen und dem Hausherrn und seiner Frau vorbehalten war. Der eigentliche Ursprung des Schemels ist allerdings unbekannt. Der englische Designer und Sammler Percy Macquoid vermutet die Einführung in Europa durch die Wikinger.
Im Mittelalter waren die vorwiegenden Sitzmöbel Bänke, Schemel und sehr seltene Exemplare Thron-ähnlicher Stühle, die als Statussymbole galten. Bei den Schemeln dieser Zeit können eine gotische und eine getäfelte Form unterschieden werden, eine kurze Bank mit zwei getäfelten Beinen an den Enden und der einfache gedrechselte Schemel.
Seit Ende des 16. Jahrhunderts sind vierbeinige, aufwendig gestaltete und gepolsterte Schemel, in der Regel ohne Arm- und Rücklehne als Taburett (französisch tabouret) bekannt. Einige Königreiche und Häuptlingstümer in Afrika verwenden Schemel anstatt eines Thrones. Einer der berühmtesten Schemel dieser Art ist der Goldene Stuhl des Asantehenes, um den im Jahr 1900 sogar ein Krieg zwischen den Briten und dem Aschantireich geführt wurde.

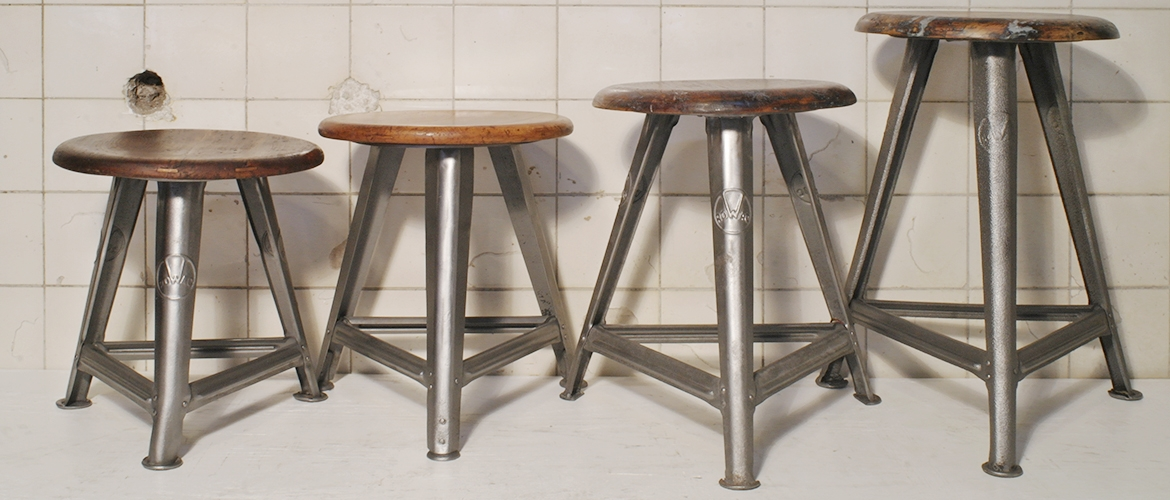
Hocker der Firma Rowac, Chemnitz

## Unterschiedliche Varianten
Inzwischen gibt es viele verschiedene Arten von Hockern, die als einfache, billige Sitzmöbel sehr geschätzt sind. Einfache Varianten kommen sowohl mit den üblichen ein bis fünf Beinen oder einfachen Holzblöcken, aber auch reich ornamentierte, überzogene und bemalte Schemel werden produziert. Besonderer Beliebtheit bei Einrichtung von Bars und großer Bekanntheit erfreut sich zum Beispiel der Barhocker.
Im österreichischen Sprachgebrauch wird Schemel eher für niedrige (z. B. Melkschemel), Hocker als für höhere (z. B. Barhocker) lehnenlose Sitzmöbel verwendet.

## Galerie

Hocker im Wappen von Redondesco
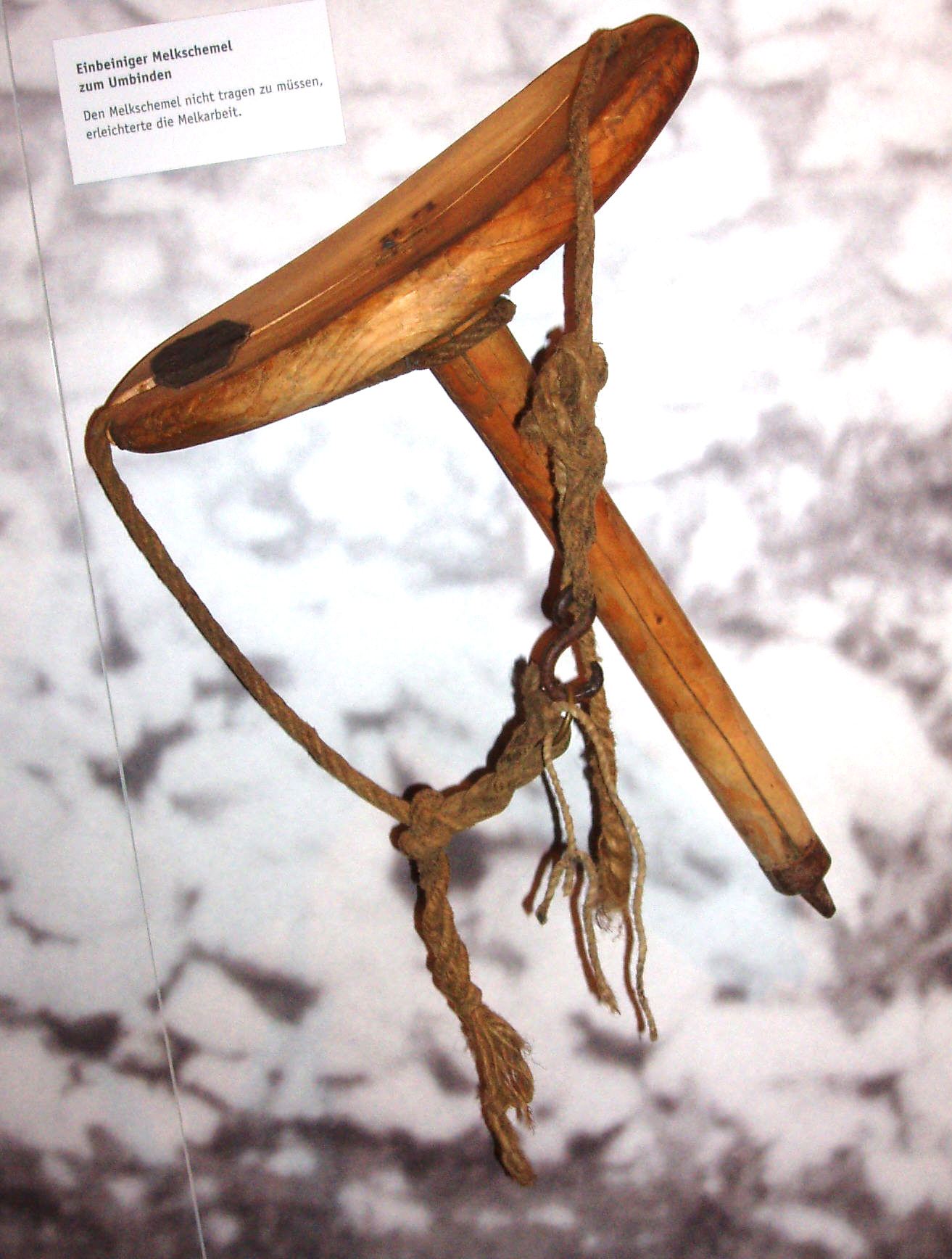
Melkschemel
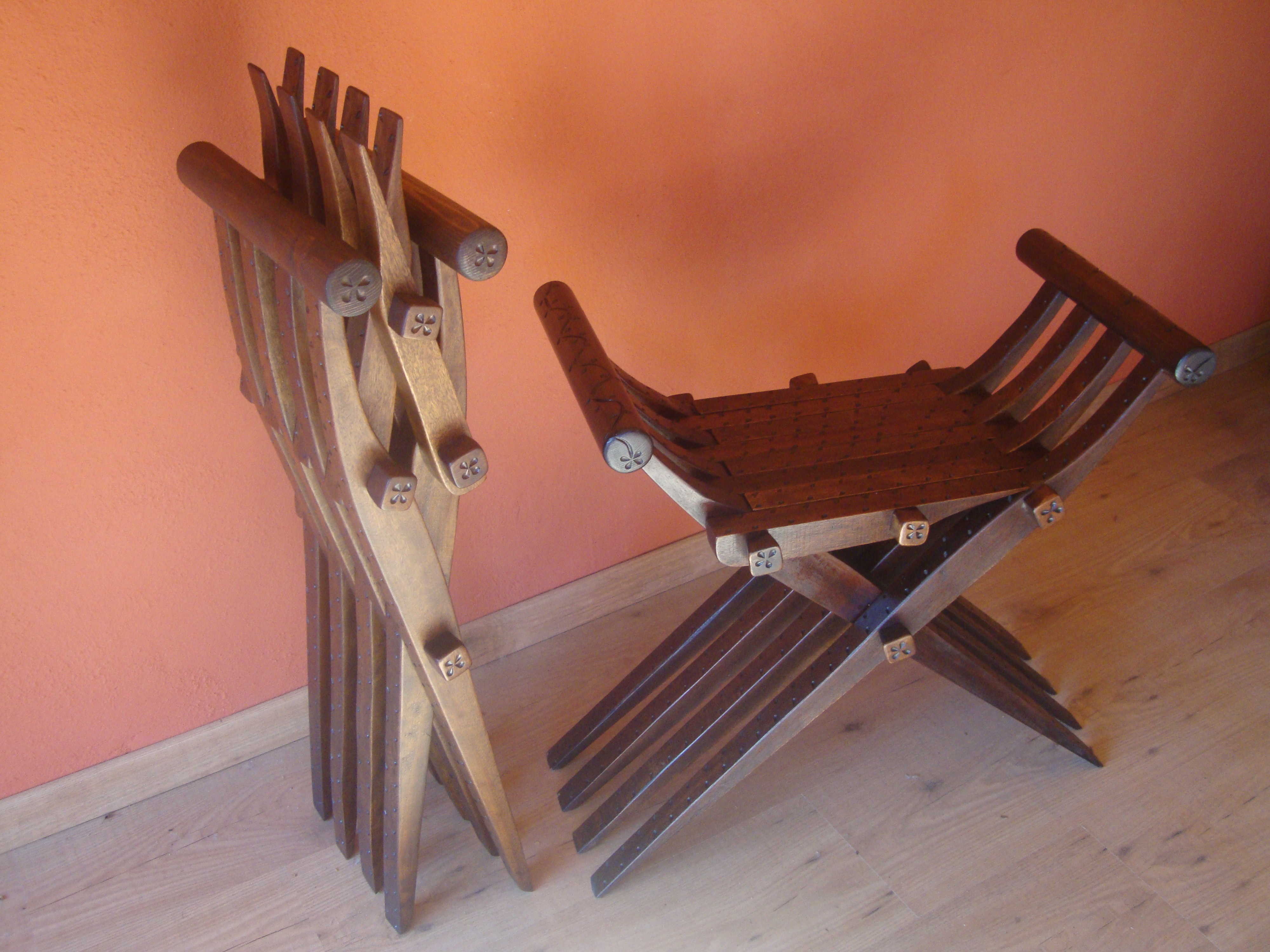
Der Scherenhocker ist nach den scherenartig gekreuzten Leisten seiner Standkonstruktion benannt.
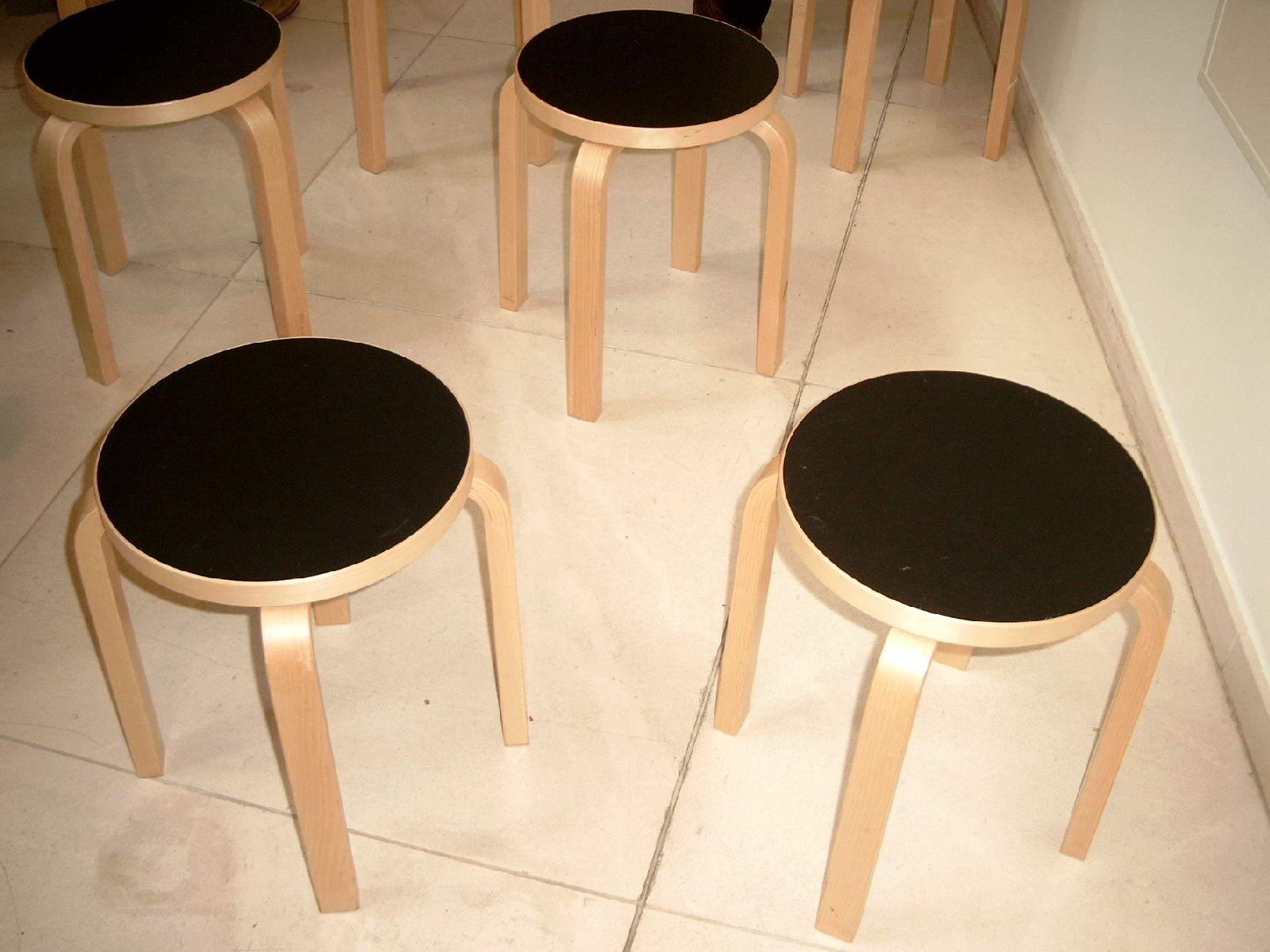
Hocker. Design: Alvar Aalto
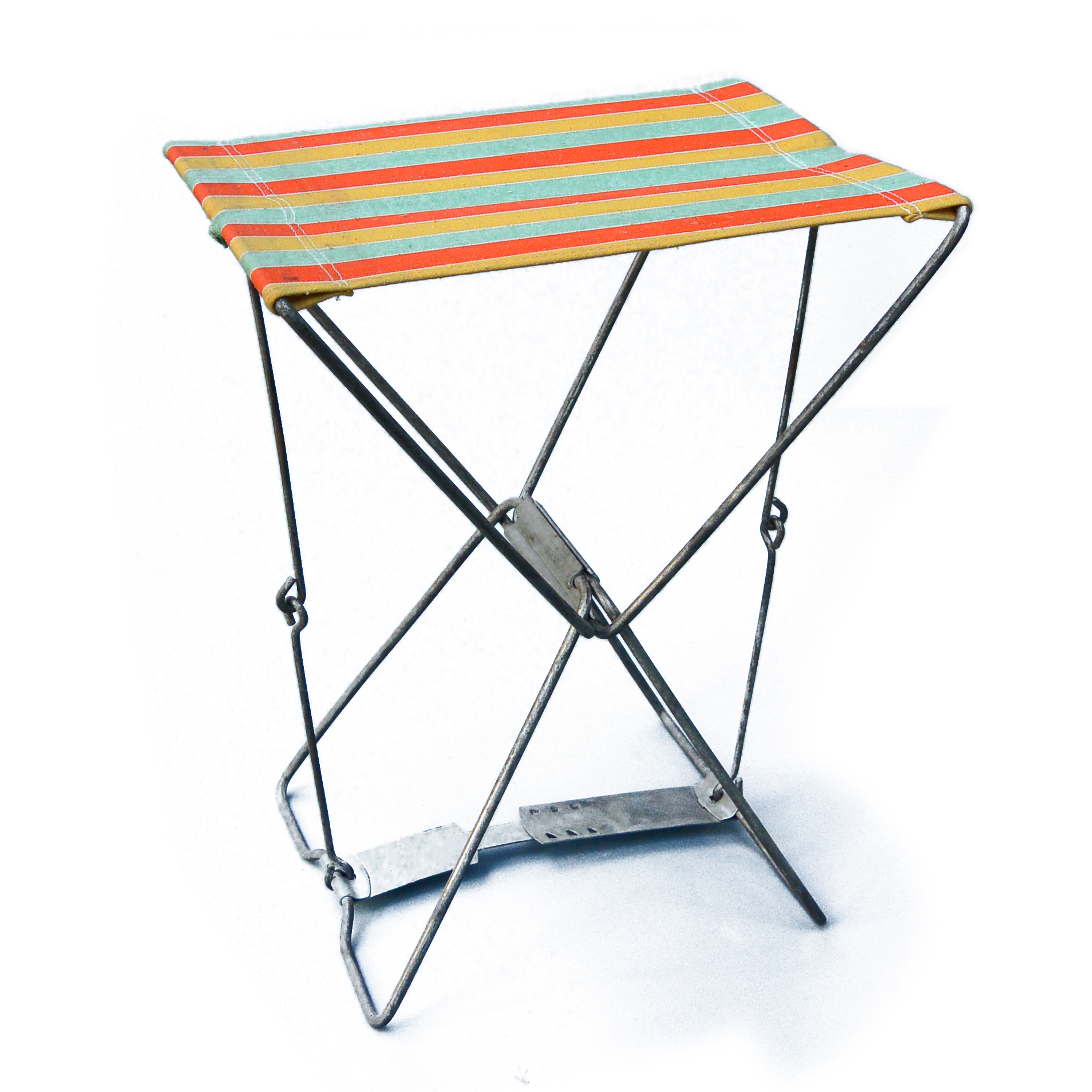
Falthocker aus DDR-Produktion
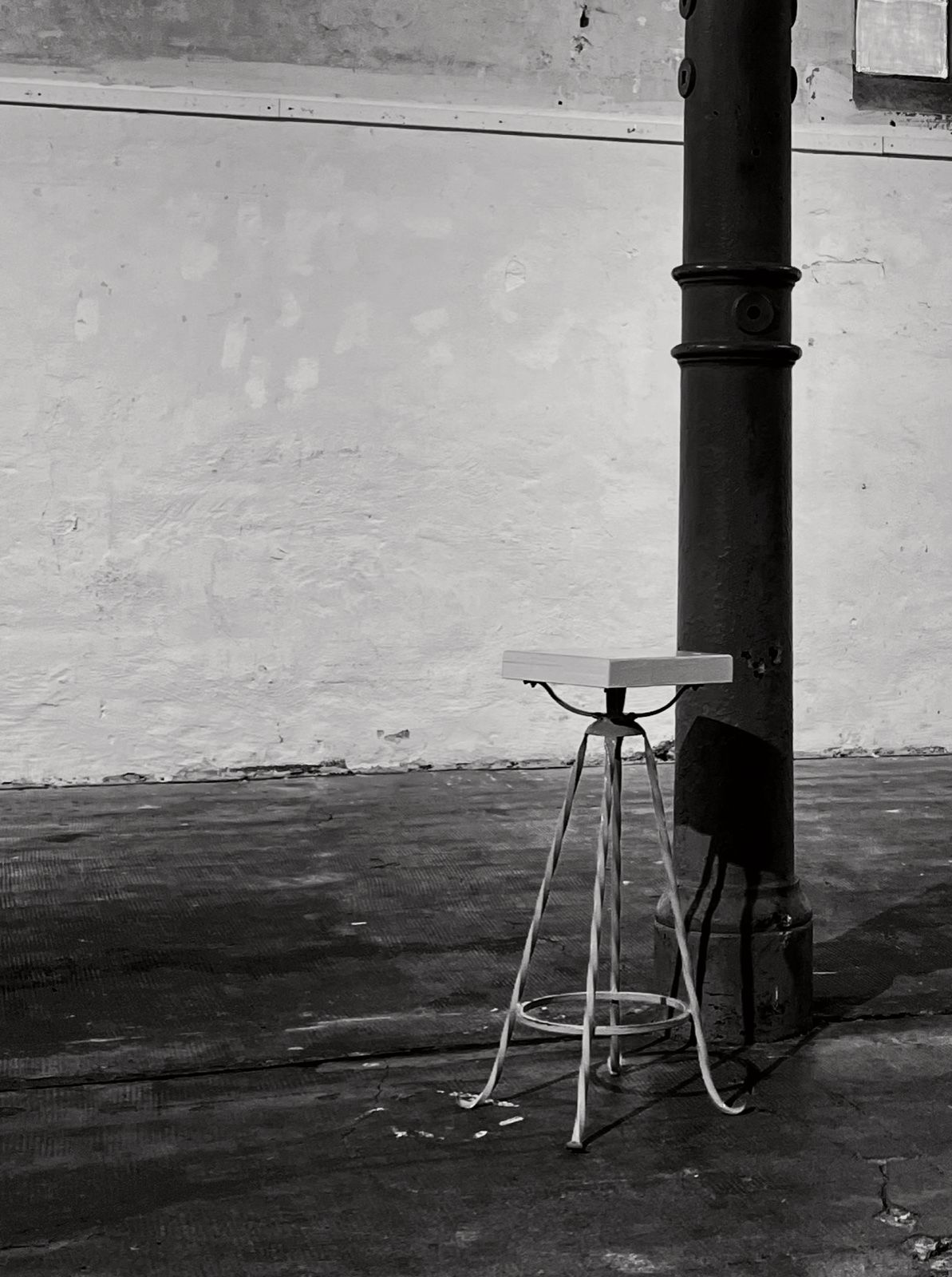
Französischer Barhocker Tour Eiffel aus dem Jahr 1950
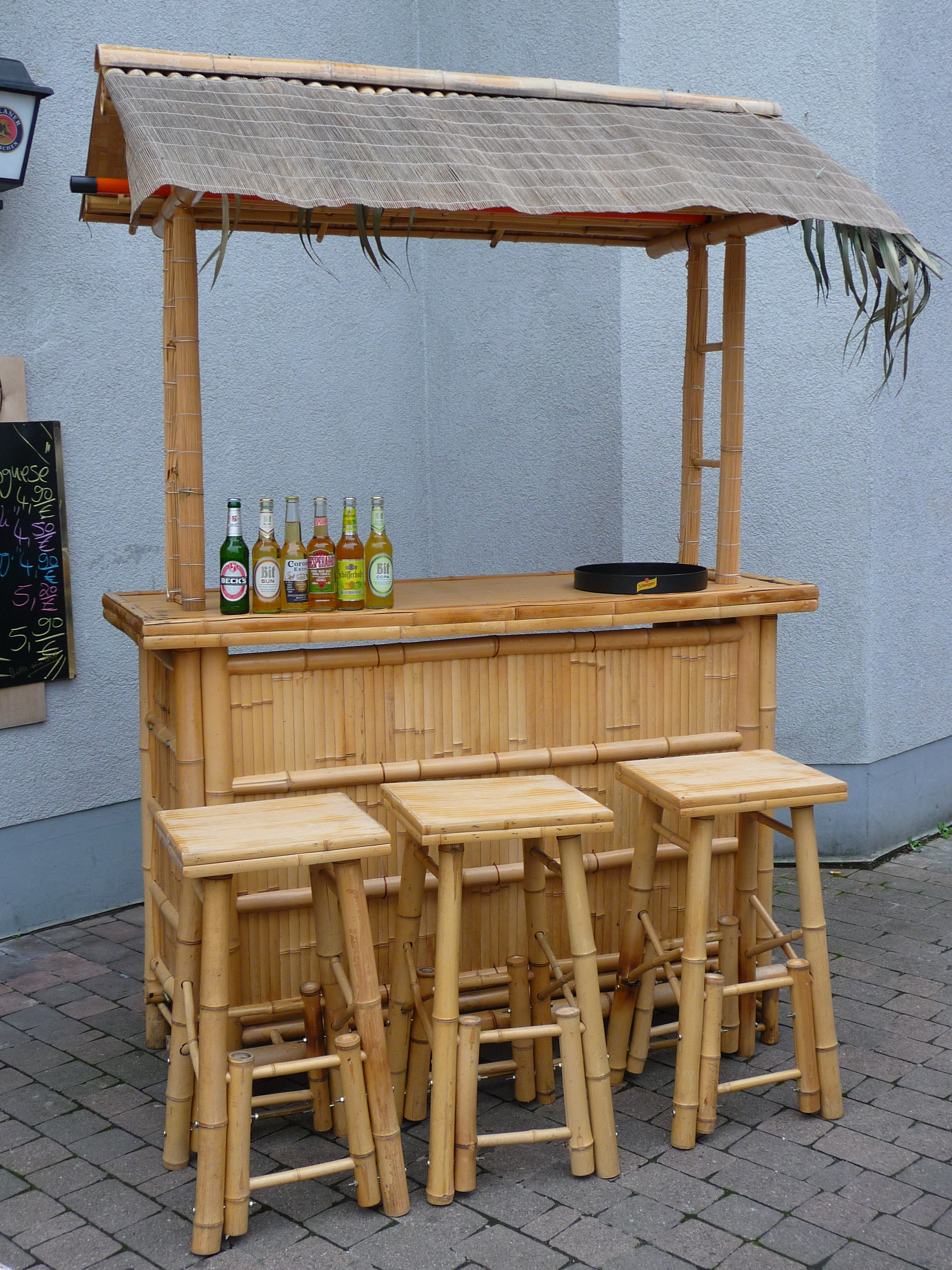
Bar mit Barhockern aus Bambus
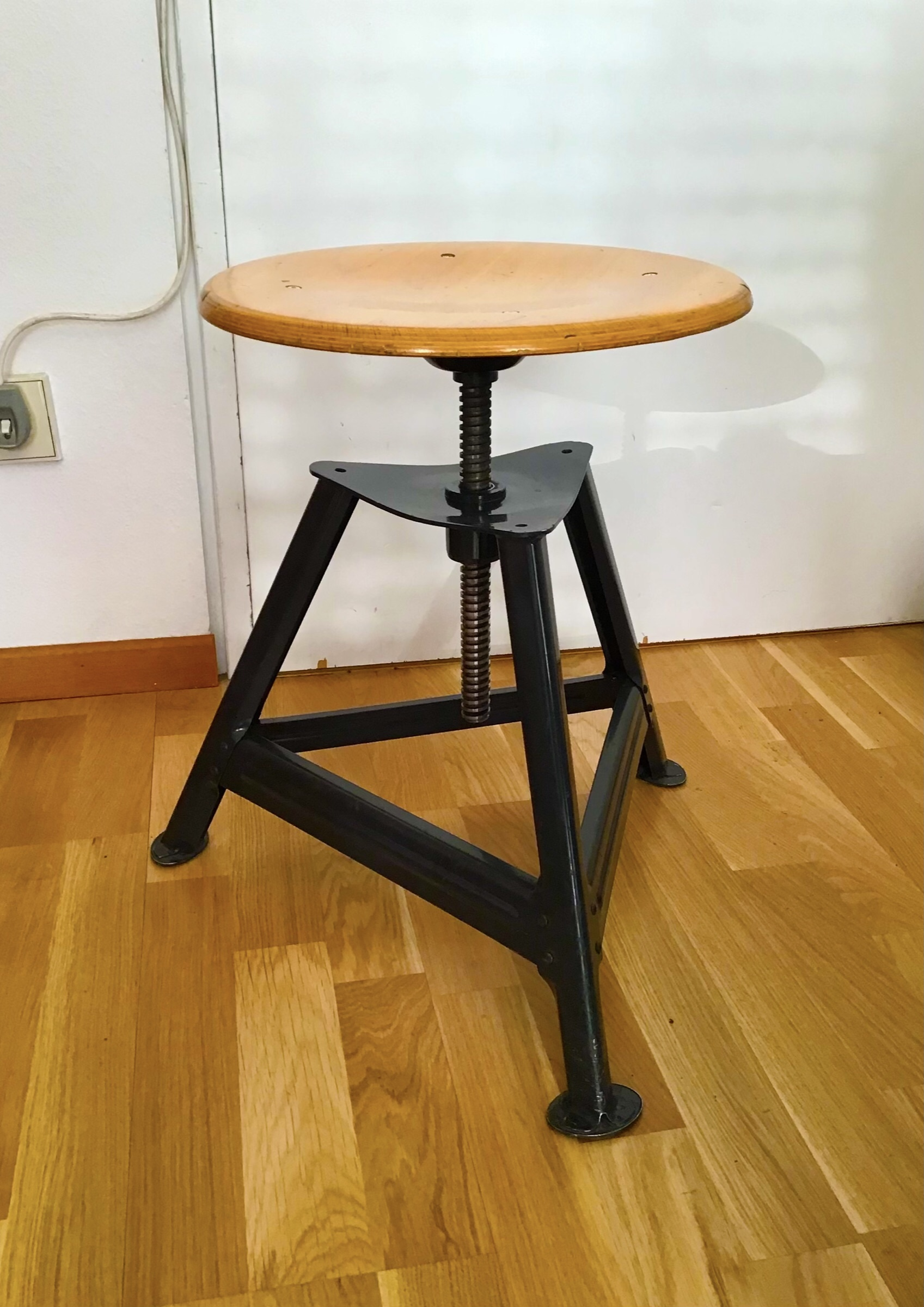
Höhenverstellbarer Werkstatthocker der Firma Dringenberg